# Chivilingo

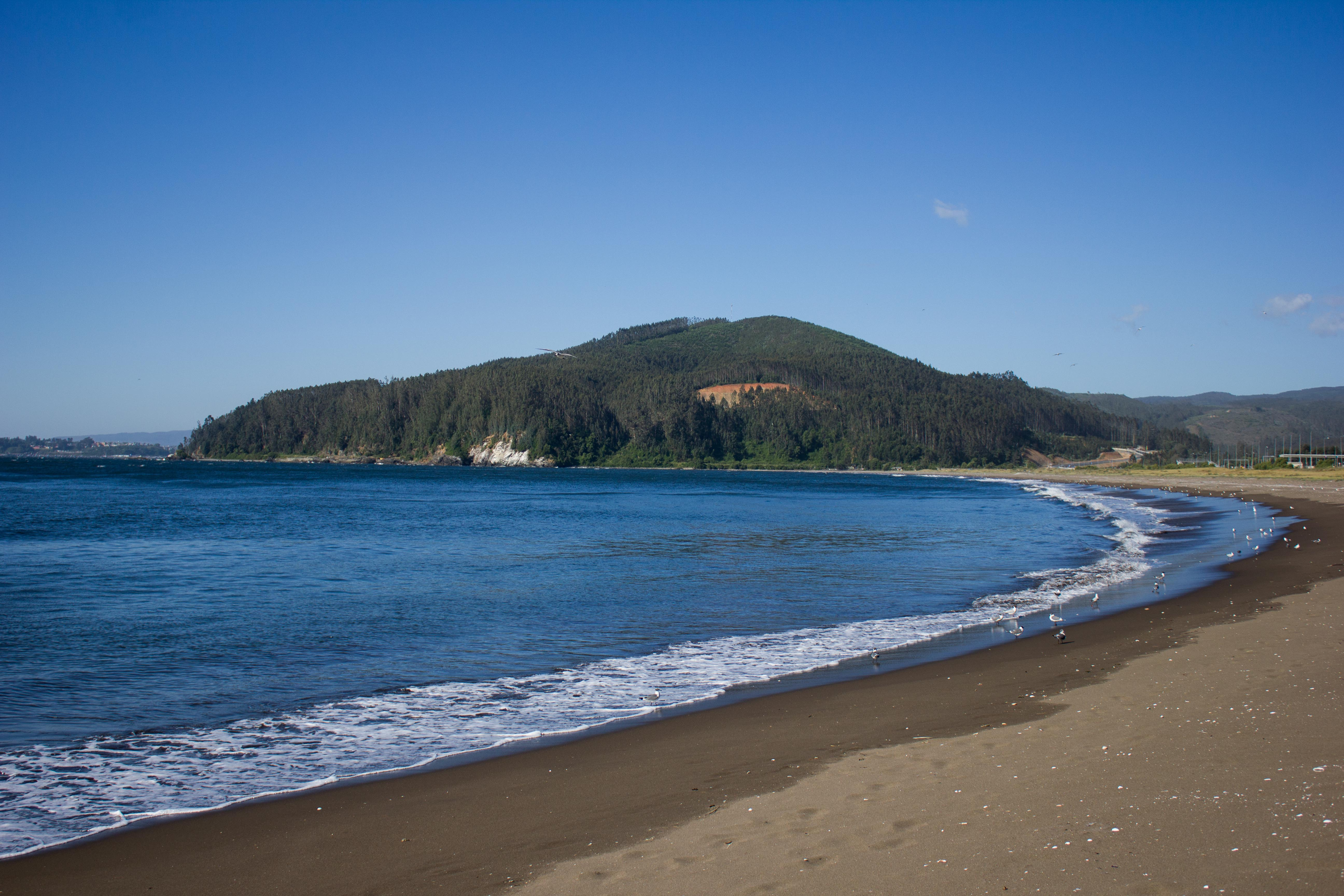
Playa de Chivilingo, ubicada 12 km al sur de Lota.

Chivilingo es una localidad chilena perteneciente a la comuna de Lota, en la Provincia de Concepción, Región del Biobío. Ubicada a 12 km al sur de Lota, tiene una extensión de 6 ha.
Chivilingo forma parte de uno de los atractivos turísticos de Lota, contando con cascadas naturales, bosques nativos, senderos y áreas verdes con zonas de camping, pero sobre todo porque en ella se ubica la central hidroeléctrica de Chivilingo.

## Central hidroeléctrica de Chivilingo

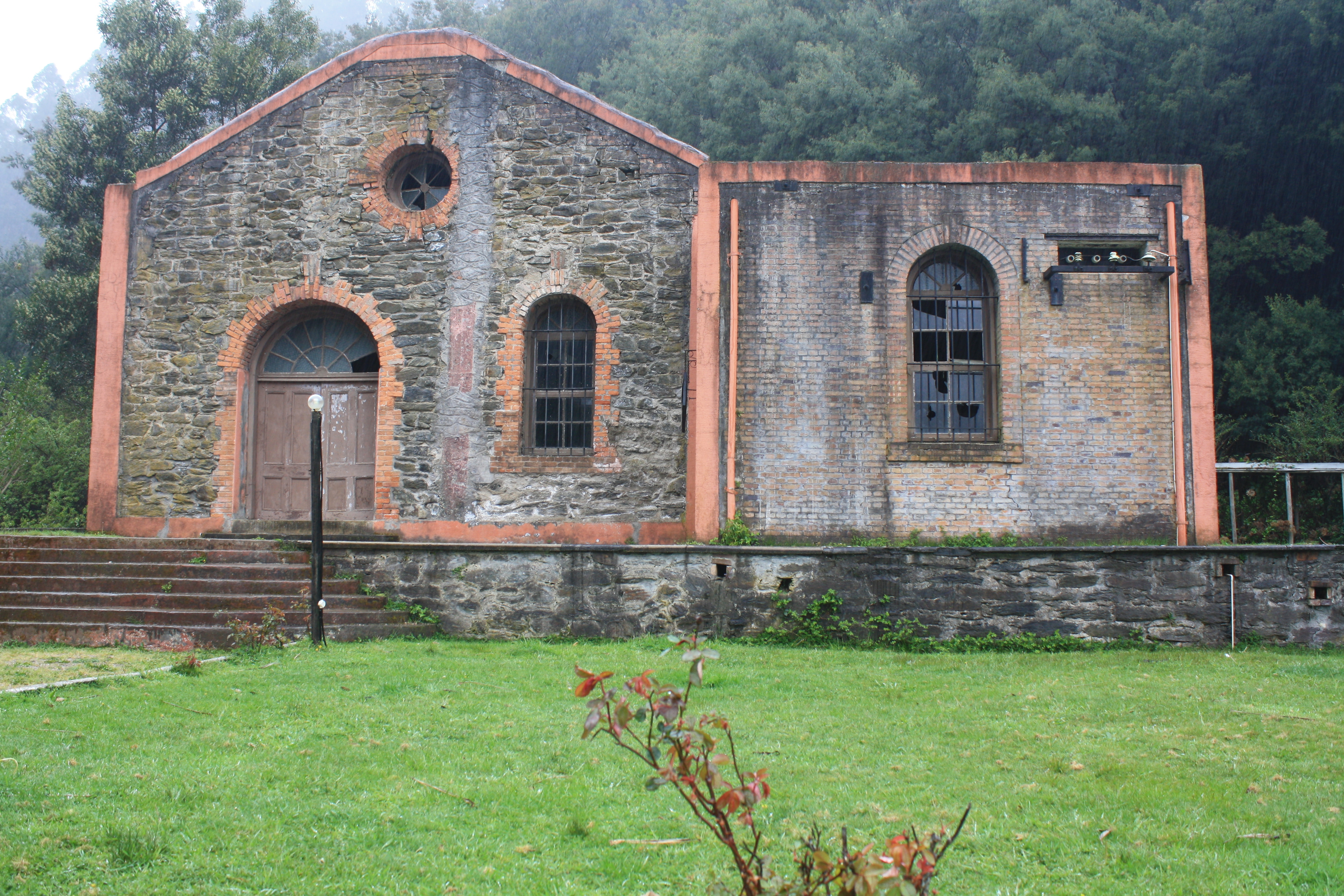
Central hidroeléctrica de Chivilingo en 2012.

Construida en 1897 por encargo de Isidora Goyenechea, fue la primera de su tipo en el país y la segunda en Sudamérica. Construida por la empresa estadounidense Consolidated Co. en el río Chivilingo. Situada a 14 km al sudoeste de Lota, fue declarada Monumento Histórico el 25 de octubre de 1990.